# Horse Creek (North Platte River)
Der Horse Creek ist ein etwa 275 km langer, rechter Nebenfluss des North Platte Rivers in den US-Bundesstaaten Wyoming und Nebraska.

## Verlauf
Der Horse Creek entspringt in den südlichen Laramie Mountains im nördlichen Medicine Bow National Forest auf einer Höhe von 2570 m, ca. 8 km östlich von Laramie im Bundesstaat Wyoming. Von dort fließt er zunächst durch das Albany County, nach einigen Kilometern durch das Laramie County nach Ostnordosten und erreicht die High Plains, den westlichsten Teil der Great Plains. Bei Horse Creek unterquert er den Wyoming Highway 211 sowie die Bahnstrecke der Union Pacific Railroad und mäandriert durch die semiaride Landschaft nördlich von Cheyenne. Der Horse Creek fließt durch unbewohntes Gebiet nach Osten, unterquert I-25/US-87 und rund 50 km weiter östlich bei Meriden die US-85. Im weiteren Verlauf wendet sich der Fluss nach Norden und erreicht das Goshen County, wo er bei LaGrange den Wyoming Highway 151 passiert und von links mit dem Bear Creek seinen längsten Zufluss erhält. Der Horse Creek passiert die unweit des Flusses gelegenen Stauseen Hawk Springs und Goshen Hole und fließt in einer großen Schleife nach Osten. Weiter flussabwärts unterquert er die Wyoming Highways 161, 158 und 92 und erreicht unmittelbar westlich von Lyman die Grenze zu Nebraska. In Nebraska fließt er noch für rund 10 km durch das Scotts Bluff County in nordöstliche Richtung  und mündet schließlich auf einer Höhe von 1354 m südwestlich von Morrill in den North Platte River. Vor allem im unteren Flussverlauf des Horse Creek zweigen mehrere Bewässerungskanäle ab. Der Horse Creek ist nach Sweetwater River und Laramie River der drittlängste Nebenfluss des North Platte River.

## Hydrologie
Der Horse Creek ist als Nebenfluss des North Platte Rivers Teil des Einzugsgebietes des Platte Rivers, der sich über Missouri und Mississippi in den Golf von Mexiko entwässert. Das Einzugsgebiet des Horse Creek umfasst ein Gebiet von etwa 4421 km² und grenzt an die Einzugsgebiete von Chugwater Creek im Norden und Westen, Lodgepole Creek im Süden und Pumpkin Creek im Osten. Der Horse Creek verläuft auf gesamter Strecke als schmaler Bach durch die semiariden High Plains, dem westlichsten Teil der Great Plains. Der mittlere Abfluss am Pegel bei Lyman beträgt 2,16 m³/s, die größten Abflüsse finden sich in den Monaten Mai und September. Im mittleren Flussverlauf weist der Horse Creek aufgrund seiner Lage in den trockenen Great Plains eine periodische Wasserführung auf. 

## Belege
1. 1 2 3 4 5  Horse Creek (North Platte River). In: Geographic Names Information System. United States Geological Survey, United States Department of the Interior (englisch).
2. 1 2  USGS Surface Water data for USA: USGS Surface-Water Monthly Statistics. Abgerufen am 12. August 2024.